# Opuntia saxicola
Opuntia saxicola es una especie fanerógama perteneciente a la familia Cactaceae. Es endémica de  Ecuador en las Islas Galápagos. 

## Descripción
Opuntia saxicola crece como árbol o arbusto, alcanzando hasta un tamaño de 1 a 2 metros de altura. Los cladodios son de color verde amarillento, redondos, ovalados a oblongos, de 17 a 29 centímetros de largo,  12 a 20 de ancho y  de 0,5 a 2,2 centímetros de gruesos. Las areolas con gloquidios de color amarillo contienen 14 a 30  espinas  de color amarillo, marrón o rojizo con la edad de 3 a 8 cm de largo. Las flores son amarillas de 3 a 4 cm de largo y de 2,5 a 3,5 centímetros de diámetro. Los frutos son verdes y esféricos, de 2,5 a 4 cm de largo, con un diámetro de 2,5 a 3,5 cm y están cubiertos de espinas y gloquidios.

## Taxonomía
Opuntia saxicola  fue descrita por John Thomas Howell y publicado en Proceedings of the California Academy of Sciences, Series 4, 21: 45. 1933.
Etimología
Opuntia: nombre genérico  que proviene del griego usado por Plinio el Viejo para una planta que creció alrededor de la ciudad de Opus en Grecia.
saxicola: epíteto latino que significa "que crece en las rocas".
Sinonimia
- Opuntia galapageia var. saxicola Backeb.[5]